# Noguera Pallaresa
Die Noguera Pallaresa ist ein Fluss auf der Iberischen Halbinsel, der durch Katalonien im Nordosten Spaniens fließt.

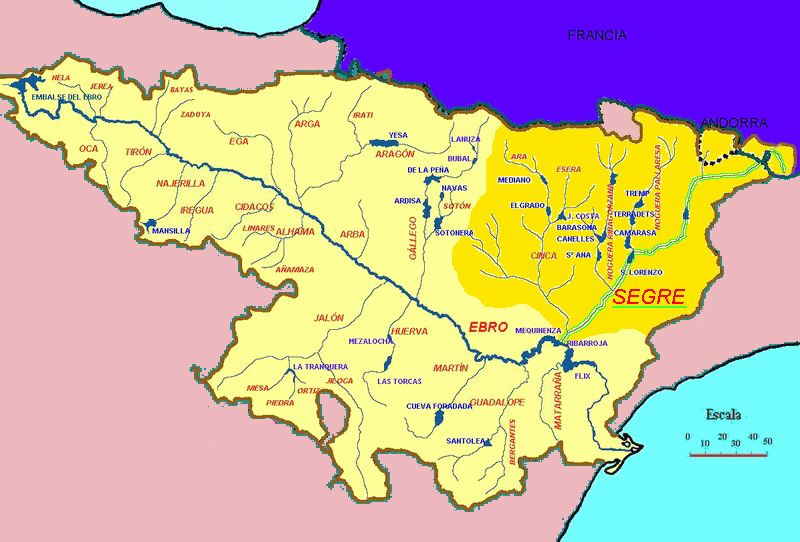
Einzugsbereich der Flüsse Ebro, Segre und Noguera Pallaresa

Sie ist ein 154 Kilometer langer rechtsseitiger Zufluss des Segre, der wiederum in den Ebro fließt. Sie verläuft zur Gänze in der Provinz Lleida.
Die Noguera Pallaresa entspringt im Val d’Aran in der Nähe der Quelle der Garonne, fließt aber im Gegensatz zu dieser nicht in den Atlantik, sondern über Segre und Ebro ins Mittelmeer.